# Tarzan aux Indes
Pour plus de détails, voir Fiche technique et Distribution.
Tarzan aux Indes (titre original : Tarzan goes to India) est un film américain de John Guillermin sorti en 1962.

## Synopsis
Un maharadjah des Indes charge Tarzan de sauver un troupeau d'éléphants menacé par la construction d'un barrage. Malgré des obstacles accumulés, l'homme-singe parvient à mener sa mission grâce à l'aide d'une princesse et d'un petit cornac...

## Fiche technique
- Titre original : Tarzan goes to India
- Réalisation : John Guillermin
- Scénario : Robert Hardy Andrews et John Guillermin d'après les personnages créés par Edgar Rice Burroughs
- Directeur de la photographie : Paul Beeson
- Montage : Max Benedict
- Musique : Ken Jones
- Production : Sy Weintraub
- Genre : Film d'aventures
- Pays de production :  États-Unis
- Durée : 88 minutes (1 h 28)
- Dates de sortie :
  - États-Unis : juillet 1962
  - France : 3 avril 1963

## Distribution
- Jock Mahoney (VF : Jean-Claude Michel) : Tarzan
- Leo Gordon (VF : Serge Nadaud) : Bryce
- Mark Dana (VF : Michel Le Royer) : O'Hara
- Feroz Khan : Prince Raghu Kumar
- Simi (VF : Maria Tamar) : Princesse Kamara
- Murad (VF : Raymond Rognoni) : le Maharadjah
- Jagdish Raaj : Raj
- G. Raghaven : Chakra
- Aaron Joseph : le conducteur
- Abas Khan : le pilote
- Pehelwan Ameer : Mooty